# Sáo H'Mông
Sáo H'Mông hay sáo Mèo hoặc Miêu tộc địch (tiếng Trung: 苗族笛; bính âm: miáozú dí), (tiếng Hmong: raj nplaim) là nhạc cụ của người H’Mông ở miền Bắc Việt Nam và Trung Quốc. Nó thường được sử dụng để giải trí sau giờ phút lao động mệt nhọc. Tuy nhiên nó còn là phương tiện giao duyên hữu hiệu của các chàng trai đối với con gái trong bản làng.
Sáo H’Mông có khả năng diễn tả ngôn ngữ của người H’Mông, thay họ nói lên tình cảm trong lòng. Ngày xưa sáo H’Mông chỉ là nhạc cụ độc tấu cho số lượng người nghe hạn chế. Ngày nay nhiều nghệ nhân đã tăng cung bậc, âm vực và độ vang của nhạc cụ này để giúp nó có khả năng hòa tấu với những nhạc cụ khác hay độc tấu có dàn nhạc đệm (ví dụ như sáo H'Mông loại mèo nữ đi đôi với sáo địch tử Trung Quốc và đàn nhị hồ).
Sáo H’Mông cổ truyền làm bằng ống nứa dày hoặc trúc, dài khoảng 20 cm và có đường kính khoảng 0,7 cm. Trên 1 đầu ống có lưỡi gà đồng, còn trên thân ống có từ 2 đến 4 lỗ bấm nằm cùng hàng. Lưỡi gà đồng còn được gọi là lam, hình tam giác cân được khía ra trên 1 miếng đồng mỏng hình chữ nhật. Người ta cài miếng đồng này vào 1 đầu sáo và dùng sáp ép lại cho khỏi xê dịch. Người diễn ngậm cả đầu ống có lưỡi gà vào 1 bên miệng để thổi. Ở phía dưới có một lỗ bấm nằm giữa lỗ bấm đầu và lỗ bấm thứ hai phía trên.
Loại sáo H’Mông cải tiến có thân ống to hơn, đường kính khoảng 2 cm và dài đến 45 cm. Nó được khoét tổng cộng 8 lỗ bấm, người thổi chỉ cần áp vào phần thân ống có lưỡi gà vào miệng rồi dùng đôi môi bịt quanh lưỡi gà để thổi. Khi những lỗ bấm được bịt hoặc mở chúng sẽ phát ra âm thanh cao thấp khác nhau lúc thổi.
Sáo H’Mông dân gian có âm vực chưa đủ 1 quãng tám nhưng ở loại cải tiến có thêm 1 âm trầm nữa, thấp hơn âm trầm nhất 1 quãng tám. Âm sắc của sáo H’Mông trong trẻo, mượt mà, tuy nhiên còn có cả âm rè. Nếu người thổi không tạo ra được âm sắc cổ truyền của người H’Mông thì đồng bào H’Mông không công nhận đó là tiếng sáo H’Mông vì nó không  diễn tả được tiếng nói người H’Mông.
Để diễn sáo này người ta thường sử dụng kỹ thuật rung, đánh lưỡi, phi, nhấn hơi, vuốt và láy …